# Goh Chok Tong

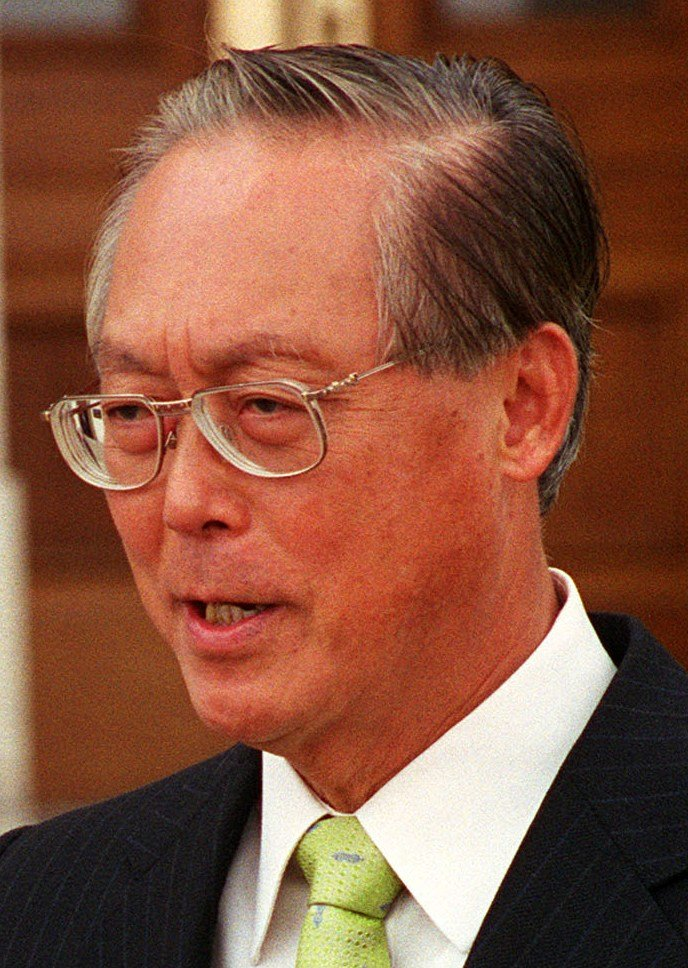
Goh Chok Tong (Juni 2001)

Goh Chok Tong (chinesisch 吳作棟 / 吴作栋, Pinyin Wú Zuòdòng; * 20. Mai 1941 in Pasir Panjang, Singapur) war vom 26. November 1990 bis 12. August 2004 Premierminister Singapurs und war von 1992 bis 2004 Generalsekretär der People’s Action Party (PAP). Er war in der Geschichte Singapurs der zweite Premierminister nach Lee Kuan Yew, sein Nachfolger wurde Lee Hsien Loong.

## Leben
Goh besuchte von 1955 bis 1960 die Raffles Institution, Singapur. Danach besuchte er bis 1964 die Universität Singapur (heute: National University of Singapore) und schloss diese mit dem Titel des Bachelor of Arts mit Ehrung erster Klasse in Wirtschaftswissenschaften ab. In den Jahren 1966 und 1967 studierte er am Williams College in den USA, er schloss als Master of Arts in Entwicklungs-Wirtschaftswissenschaften ab. 
Bereits ab 1964 wurde er im Verwaltungsdienst zum Administration Officer in China ernannt. 1966 stieg er in die Sep Neptune Orient Lines als Planungs- und Projektmanager ein, wurde Vorstandsmitglied für Finanzen und war vom November 1973 bis September 1977 Geschäftsführer. Nach insgesamt acht Jahren verließ er das Unternehmen. Seit 1976 ist er Mitglied der Marine Parade GRC. Oberstaatsminister der Finanzen wurde er 1977. Als Minister für Industrie- und Handels, Gesundheit und Verteidigung war er 1979 für verschiedene Geschäftsbereiche zuständig. Ab 1985 wurde er als Vize-Premierminister und Verteidigungsminister gewählt. Zum Premierminister Singapurs wurde er von November 1990 bis August 2004 ernannt. Seine Vizepremierminister waren Lee Hsien Loong, die gesamte Amtszeit, und ab 1995 Tony Tan Keng Yam. Von 2004 bis 2011 war er Vorsitzender der Monetary Authority of Singapore.
2011 wurde ihm der japanische große Orden der Aufgehenden Sonne am Band verliehen.
Goh Chok Tong ist von Beruf Rechtsanwalt, ebenso wie seine Frau Tan Choo Leng. Beide haben einen Zwillingssohn und -tochter.